# Werner Kupper
Werner Kupper (* 27. August 1926 in Lebus; † 20. Dezember 2014 in Markkleeberg bei Leipzig) war ein Leichtathlet, der 1954, 1955 und 1956 DDR-Meister im Diskuswurf und Meister des Sports wurde.
Werner Kupper wurde am 27. August 1926 in Lebus an der Oder geboren. Nach Abschluss der Schule ging er auf eine Unteroffiziersschule um die Zulassung zu einer Beamtenlaufbahn zu bekommen. Im Zweiten Weltkrieg kam er nur kurz in den Niederlanden zum Einsatz und geriet in englische Kriegsgefangenschaft. 1948 kehrte er nach Lebus zurück, machte bei seinem Onkel eine Tischlerlehre und wurde Mitglied des Fußballvereins SG Lebus. Beim Ablegen des Sportleistungsabzeichens wurde man auf sein Talent als Werfer aufmerksam. 1951 ging Werner Kupper nach Leipzig, absolvierte an der dortigen Universität ein Studium als Sportlehrer und betätigte sich vor allem als Diskuswerfer und Ruderer. In den folgenden Jahren arbeitete er als Lehrer und wurde einer der erfolgreichsten Diskuswerfer der DDR, errang den Meistertitel 1954, 1955 und 1956 und wurde in die DDR-Leichtathletik-Nationalmannschaft aufgenommen. Nachdem seine erste Frau zwei Kinder geboren hatte, gab er den Leistungssport auf und arbeitete als Trainer und Sportlehrer am Institut für Körpererziehung der Karl-Marx-Universität Leipzig. Von 1964 bis 1987 war er dort Institutsdirektor. 1989 ging er in den Vorruhestand.
Werner Kupper war in zweiter Ehe verheiratet und hat zwei Töchter und zwei Söhne. Er verstarb am 20. Dezember 2014 nach langer schwerer Krankheit in einem Pflegeheim bei Leipzig.

## Quelle
- Sonderausstellung: Sportvereine in Lebus – Geschichte und Gegenwart. im Museum Lebuser Land.

| Personendaten    | Personendaten            |
| ---------------- | ------------------------ |
| NAME             | Kupper, Werner           |
| KURZBESCHREIBUNG | deutscher Leichtathlet   |
| GEBURTSDATUM     | 27. August 1926          |
| GEBURTSORT       | Lebus                    |
| STERBEDATUM      | 20. Dezember 2014        |
| STERBEORT        | Markkleeberg bei Leipzig |